# Заклепа Кирило Петрович
Кирило Петрович Заклепа (14 лютого 1906, Поташ — 30 листопада 1972, Київ) — радянський військовий льотчик, Герой Радянського Союзу (1945), в роки радянсько-німецької війни командир 311-ї штурмової авіаційної дивізії 1-ї повітряної армії 3-го Білоруського фронту.

## Біографія
Народився 14 лютого 1906 року в селі Поташі (нині Тальнівського району Черкаської області) в селянській родині. Українець. Член КПРС з 1929 року. Закінчив неповну середню школу.
У 1928 році призваний до лав Червоної Армії. У 1933 році закінчив Кіровоградську військово-кавалерійську школу, в 1936 році — Борисоглібську військову школу льотчиків, в 1941 році — командний факультет Військово-повітряної інженерної академії.
У боях радянсько-німецької війни з червня 1941 року. Воював на 3-му Білоруському фронті.
З травня 1943 по листопад 1944 року — командир 6-го гвардійського штурмового авіаційного полку 3-ї повітряної армії.
До квітня 1945 року здійснив 124 бойових вильоти. Завдав ворогові великих втрат у живій силі і бойовій техніці.
Указом Президії Верховної Ради СРСР від 19 квітня 1945 року за вміле командування дивізією при розгромі Кенігсберзької угруповання противника, особисту хоробрість і відвагу підполковнику Кирилу Петровичу Заклепі присвоєно звання Героя Радянського Союзу з врученням ордена Леніна і медалі «Золота Зірка» (№ 6243).

Могила Кирила Заклепи

Після закінчення війни продовжував службу у Військово-повітряних силах. З 1958 року полковник К. П. Заклепа — в запасі. Працював директором заводу «Укргазнафтобуд». Жив у Києві. Помер 30 листопада 1972 року. Похований у Києві на Лук'янівському військовому кладовищі.

## Нагороди
Нагороджений орденом Леніна, чотирма орденами Червоного Прапора, орденом Олександра Невського, двома орденами Червоної Зірки, медалями.